# Escultura renascentista de Bréscia

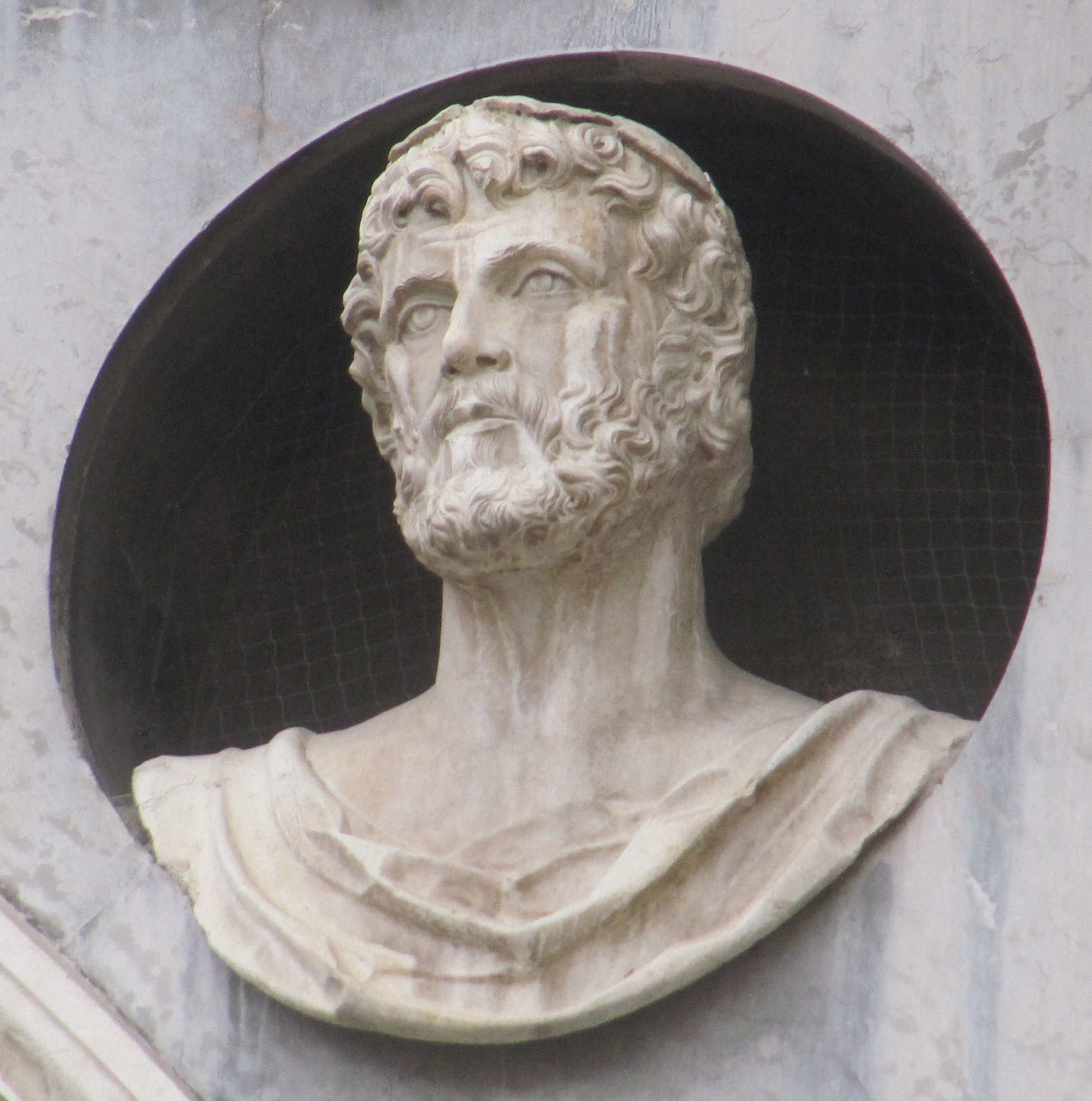
Gasparo Cairano, busto de César, cerca de 1498.

A escultura renascentista de Bréscia foi uma importante declinação da escultura renascentista desenvolvida em Bréscia a partir de 1460 dentro da cultura veneziana, com o seu auge entre o final do século e o início do seguinte. Durante este período, uma série de obras públicas e privadas foram capazes de produzir obras absolutamente originais, que vão desde a matriz escultórica refinada e experimental da igreja de Santa Maria dei Miracoli até ao classicismo regular do palazzo della Loggia.
O protagonista desta feliz e breve parábola, interrompida em 1512 com a invasão dos franceses e o subsequente saque de Brescia, foi Gasparo Cairano, reconhecido autor de obras do mais alto nível artístico como a arca de Santo Apolónio, a Adorazione Caprioli, o Mausoleo Martinengo e, antes de mais, lugar, o ciclo do Cesari para as elevações do palazzo della Loggia, elogiado na imprensa já em 1504 pelo De sculptura de Pomponio Gaurico. Contemporâneos de Cairano foram outros autores mais ou menos brescianos, muitas vezes presentes em Brescia apenas por breves capítulos da sua carreira, como Tamagnino e a oficina Sanmicheli, juntamente com outros artistas menores que podem ser colocados no círculo dos mestres, por exemplo Antonio Mangiacavalli e Ambrogio Mazzola, enquanto a galáxia de escultores de influência veneziana activos na cidade durante toda a segunda metade do século XV permanece em grande parte anónima até hoje.

## Arte de transição na Bréscia do século XV

O portal da Basílica de Santa Maria delle Grazie em Brescia.

Os poucos documentos sobreviventes, bem como os poucos testemunhos sobreviventes, não nos permitem reconstruir adequadamente o quadro da arte escultórica em Bréscia nas décadas que antecederam a abertura do estaleiro de Santa Maria dei Miracoli. No entanto, é clara a falta de uma força de trabalho local significativa capaz de produzir obras de mármore de uma certa qualidade, embora no campo da fabricação de terracota, nesses anos, a escola do Mestre dos anjos cantores floresceu em Brescia e nos seus arredores, autor de obras de notável qualidade. Depois de quase nada feito, do ponto de vista documental, nas décadas de 1450 e 1460, encontramos obras esporádicas em que assistimos à progressiva actualização das características decorativas e antiquárias emprestadas da Capela Colleoni, como o altar da capela Averoldi na igreja de Santa Maria del Carmine e o portal da mesma igreja, o portal da basílica de Santa Maria delle Grazie e o portal da igreja do Santo Corpo de Cristo.
Os anos 70 incluem uma categoria de obras concebidas de forma austera e rígida, em busca, neste sentido, de uma expressão mais monumental do modelado, por exemplo a luneta figurativa do já citado portal de Santa Maria delle Grazie, o tríptico de Sant'Onorio e a arca de San Paterio, ambos no museu de Santa Giulia. Deste tipo de representação destacam-se claramente as duas primeiras obras consideradas verdadeiramente inovadoras para o panorama artístico escultórico da época, nomeadamente a laje sepulcral de Bartolomeo Lamberti em Santa Giulia e o monumento funerário de Domenico de Dominici na Catedral velha de Bréscia. Estes dois artefactos parecem ter pouco a ver com a expressão da arte local do período e, por isso, são atribuíveis a artesãos exteriores, vindos do interior veneziano, ou a artesãos de Bréscia, mas já activos em centros como Verona ou Vicenza. Isto confirma ainda mais o movimento constante e já documentado de vários artistas lombardos na zona do Vale do Pó e fora dela.
Neste contexto insere-se também a figura de Filippo Grassi, milanês de origem e empregado pela municipalidade de Bréscia desde 1481 como pedreiro e, de 1495-1496, também como arquitecto e engenheiro-chefe do estaleiro de Loggia. É interessante notar como Grassi, apesar do seu currículo, nunca está documentado sobre obras de natureza figurativa ou decorativa, nem no Santuário dos Milagres, nem na Loggia: isto surge como um indício da orientação que, progressivamente, a comissão pública ia assumindo sobre os níveis de cultura artística dos artesãos activos nos seus estaleiros de obras, níveis que evidentemente Grassi não sabia oferecer e que a municipalidade procurava noutro lugar. Estas qualidades encontrar-se-ão finalmente em Gasparo Cairano e na sua capacidade de interpretar em pedra as ostentações renascentistas dos altos cargos públicos e privados de Bréscia na explosão renascentista, atitude logo preferida ao experimentalismo refinado e elegante dos Sanmicheli.

## A oficina Sanmicheli em Brescia

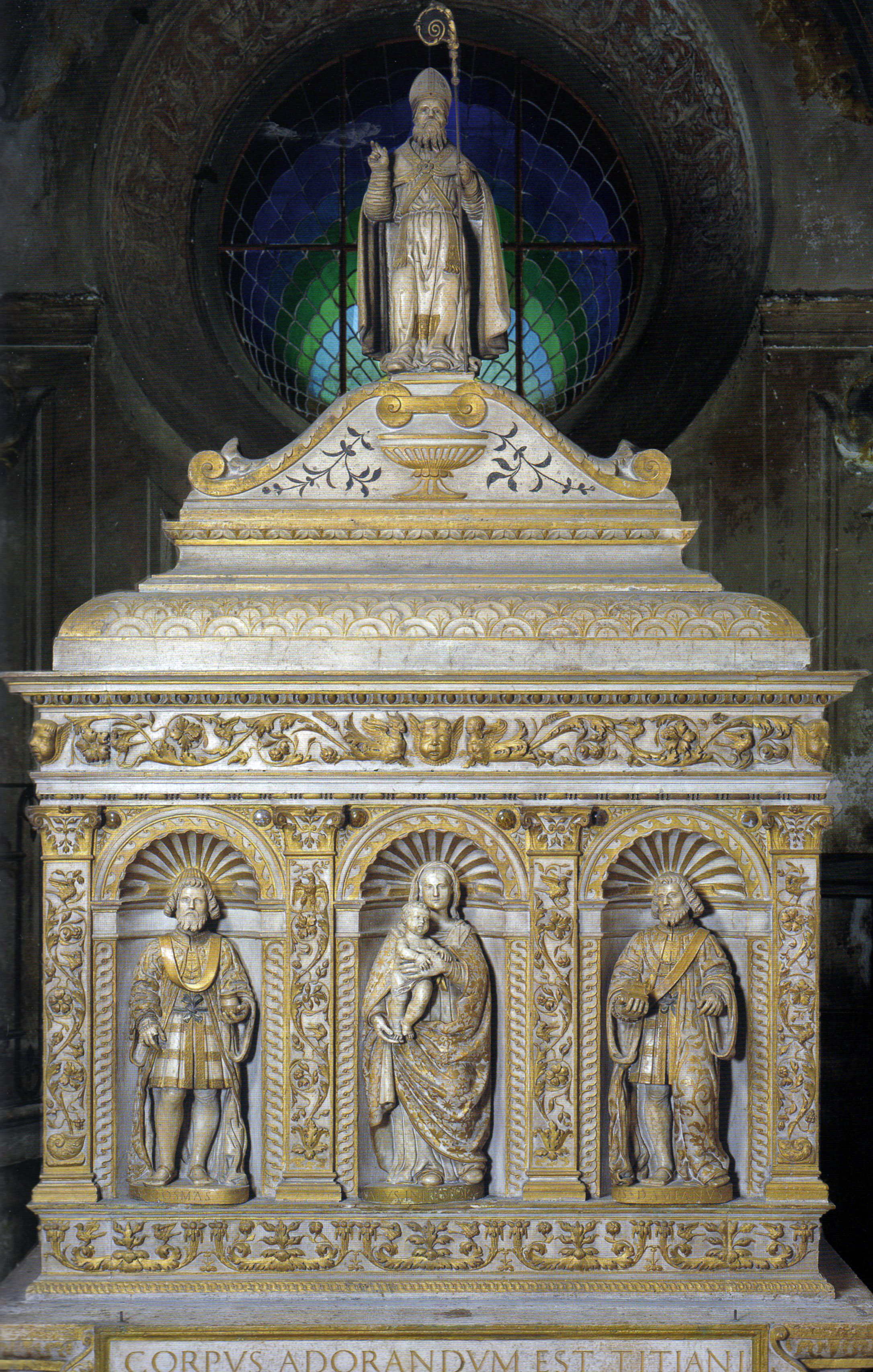
Oficina Sanmicheli, Arca de São Ticiano.

As primeiras informações documentais sobre o empreendimento dos irmãos Bartolomeo e Giovanni Sanmicheli, originários de Porlezza no Lago de Como, datam do início da década de 1480 em Verona e no final do século estão documentadas algumas encomendas importantes obtidas em várias cidades do norte de Itália. O empreendimento dos dois escultores terá provavelmente também chegado a Bréscia, uma vez que Bartolomeu aqui residiu pelo menos de 1501 a 1503 e uma presença tão prolongada só pode ser justificada admitindo a existência de atividade local significativa. Há, no entanto, razões para acreditar que o capítulo Sanmicheli em Bréscia deve ter raízes muito mais profundas do que o período de dois anos documentado, começando com o "Jacobo" ou "Iacomo" quase sempre qualificado como "intayador" e sempre em primeiro lugar nos recibos de pagamento de 1493 para as obras de escultura no canteiro de obras de Santa Maria dei Miracoli, cuja oficina familiar seria, portanto, o principal arquitecto, seguido por fileiras de "tayapreda", e novamente a "Jacobus da Verona", que em 19 de Dezembro de 1495 começou a trabalhar no primeiro dos quatro capitéis gigantes na fachada do palácio Loggia.
Esta personagem pode ser identificada como Jacopo Sanmicheli, assim como a identidade de Matteo Sanmicheli poderia estar escondida atrás do "Matteo da Proleza" registado em 1493 entre os "tayapreda" do santuário dos Milagres. A carreira dos Sanmicheli em Bréscia prosseguiu no segundo grande estaleiro da Bréscia renascentista, o da Loggia, onde, no entanto, o gosto local, inicialmente centrado na ornamentação e na decoração de superfícies muito finas, migrou para horizontes de poder e classicismo estrutural, mais ponderados e talvez menos afectados, de facto alheios à especialização familiar.

## A ascensão de Gasparo Cairano
O exórdio de Gasparo Cairano em Bréscia é a obra pela qual foi pago a 24 de Dezembro de 1489: o ciclo das doze estátuas de Apóstolos para a primeira cúpula da igreja de Santa Maria dei Miracoli em Brescia, executado aproximadamente no mesmo período em que Tamagnino executou os seus doze Anjos em contraponto, para serem colocados no andar inferior. O autógrafo completo de Cairano pode, no entanto, ser limitado a não mais do que duas ou três cópias, embora geralmente possam ser reconduzidas ao estilo expressionista, muito popular na época, introduzido por Antonio Mantegazza. De um modo geral, toda a produção de pedra do estaleiro de Santa Maria dei Miracoli realizada na década seguinte ao ciclo dos "Apóstolos", limitada ao que está presente no interior do edifício, pode ser atribuível a Cairano e seus colaboradores. Não se pode excluir a possibilidade de que este trabalho preparatório tenha trazido consigo o direito de continuar as obras, num verdadeiro confronto disputado entre Cairano e Tamagnino.
Assim que a continuação das obras no interior do Santuário dos Milagres foi concluída, a arte e a carreira de Cairano iniciaram uma rápida ascensão: a 16 de Novembro de 1491 foi-lhe pago pelas duas pedras-chave do novo presbitério da Velha Sé, em construção segundo o projecto de Bernardino da Martinengo e apenas pelas esculturas figurativas presentes na nova construção. Dois anos depois, em 1493, Cairano iniciou o seu compromisso com a construção da Lóggia.
Foi precisamente com a Lóggia que o agora formado Gasparo Cairano surgiu no panorama artístico de Bréscia, cujo poder dos Césares marcou o início do declínio da experimentação de Sanmicheli no Santuário dos Milagres, que efetivamente dominara o gosto local pela ornamentação renascentista, na qual, no entanto, o município e a nobreza já não se refletiam. Provavelmente nos últimos anos do século os Sanmichelis intervieram na decoração em pedra da capela de Caprioli na igreja de San Giorgio, a mesma para a qual Cairano, quase contemporaneamente, preparou a sua Adoração, entre as suas obras-primas, mostrando pela primeira vez fora da Loggia uma colaboração entre as duas oficinas, mas não se sabe até que ponto.